# Fabrique Luther
 (août 2024).
Le contenu est difficilement compréhensible vu les erreurs de traduction, qui sont peut-être dues à l'utilisation d'un logiciel de traduction automatique.

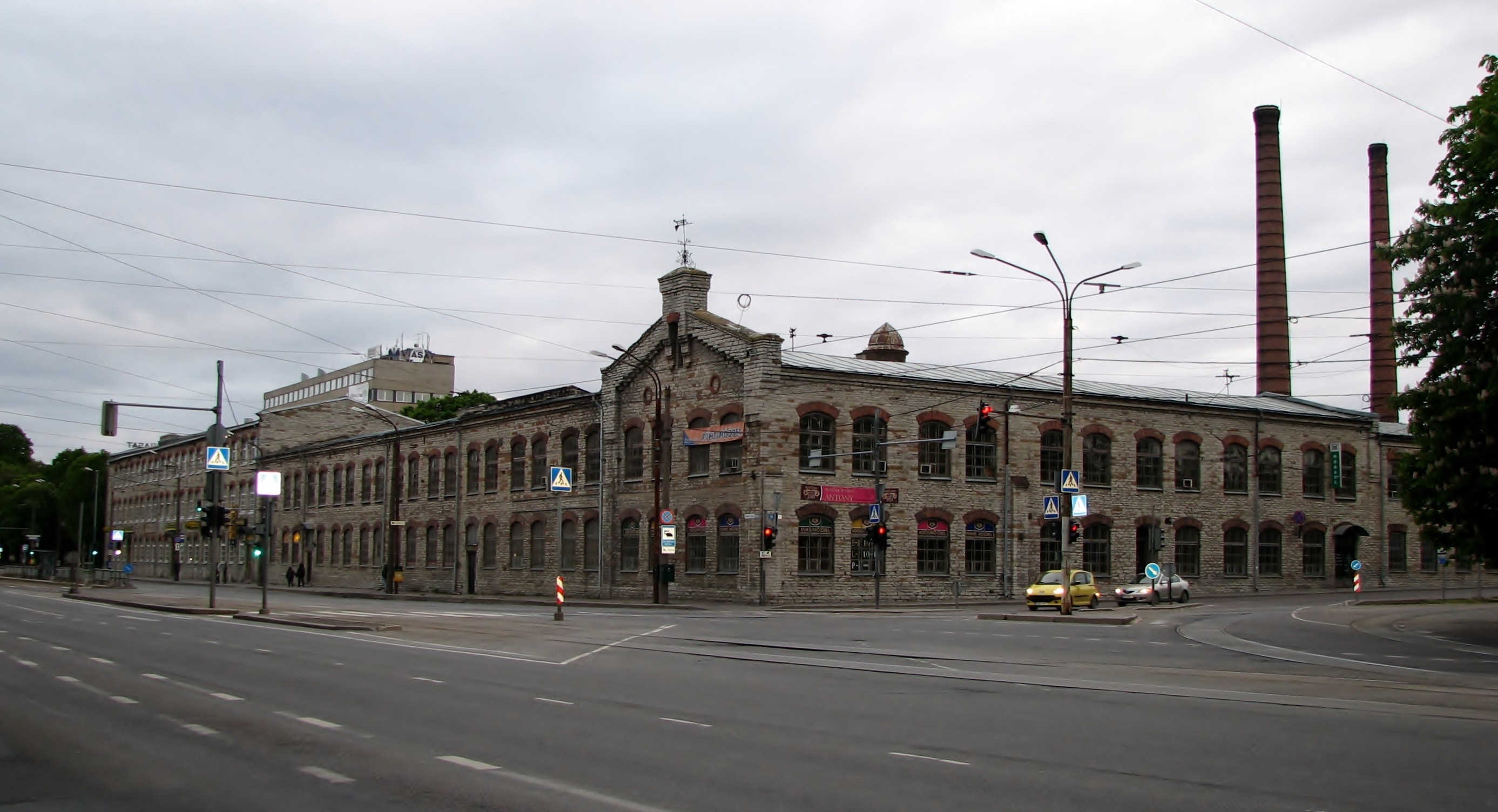
Bâtiment de la fabrique Luther, à l'angle de Pärnu maantee et Vineeri tänav.

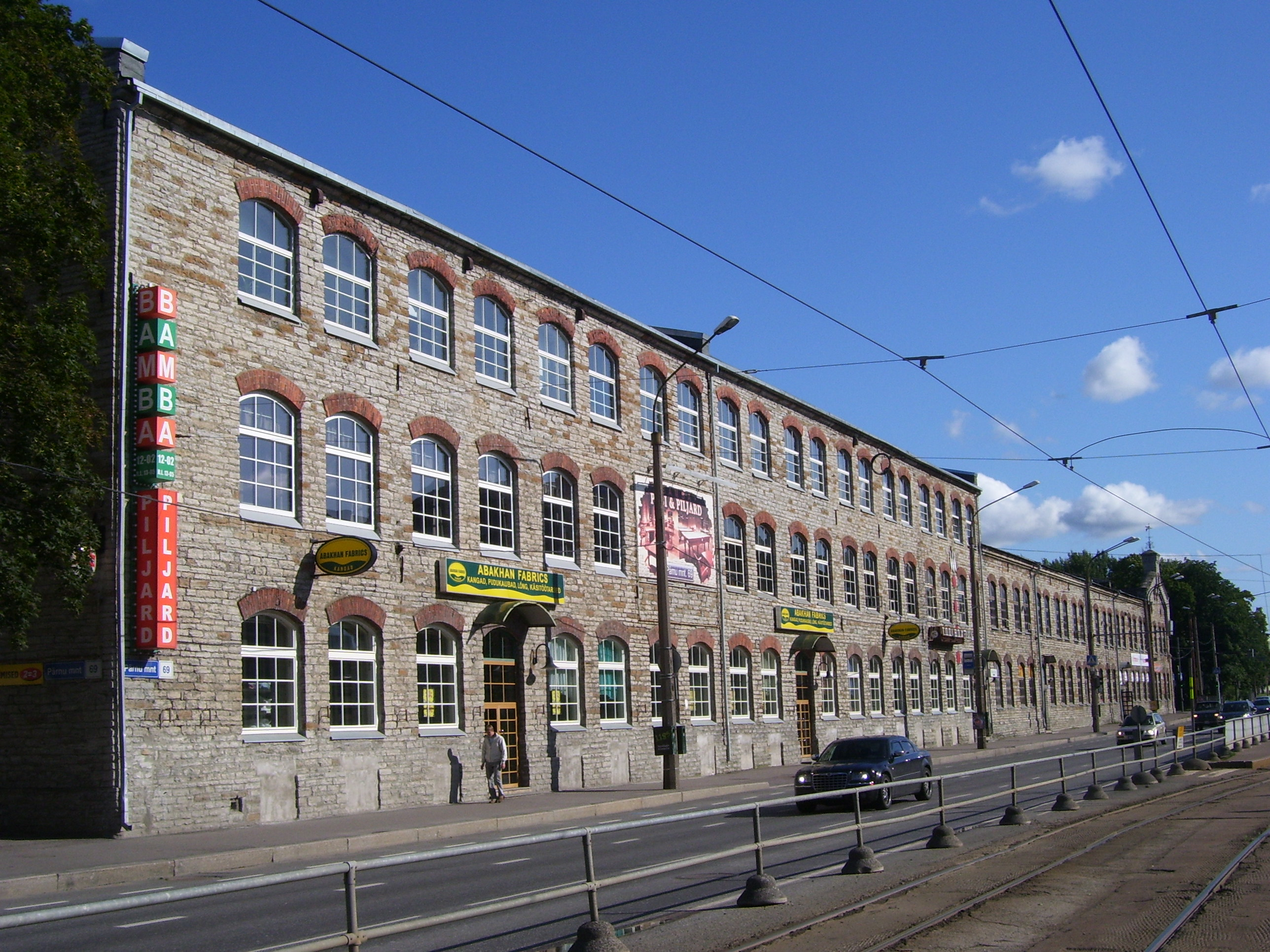
Bâtiment de la fabrique Luther Pärnu maantee

La Fabrique Luther (en estonien A. M. Luther vabrik aussi Luther vabrik) est une fabrique à Tallinn en Estonie, créée en 1877 en tant que Mehaanilise puutööstuse Aktsiaseltsi A. M. Luther (Société par actions de l'industrie mécanique du bois A. M. Luther), du nom d'Alexander Martin Luther, et qui produisait du contreplaqué et des meubles.
En 1898, la fabrique est transformée en Lutheri perekonna aktsiaseltsiks. Cette société a pour objet la fabrication et le commerce d'articles en bois ; de 1898 à 1920, l'entreprise s'appelle AS A. M. Luther (en abrégé Luterma). Le siège de la société était situé Suur-Pärnu maantee N°27.
Liée à l'histoire du développement de l'industrie européenne du contreplaqué dès ses débuts, la Fabrique Luther a continué à fonctionner jusqu'à l'occupation soviétique de l'Estonie et la nationalisation de l'usine en 1940 et sa destruction partielle lors de la Seconde Guerre mondiale.

## Préquelle
La fabrique Luther est née d'une entreprise commerciale typique transmise de génération en génération au sein de la famille Luther, Une famille germano-balte qui opérait à Tallinn (alors Reval dans l'Empire russe) dès 1742. En 1813 Dietrich Martin Luther (1772-1861) fonda une usine de tournage de crayons, DM Luther et Со à Tallinn, qui produisait jusqu'à 200 douzaines de types de crayons différents par semaine. Plus tard, aux produits traditionnels négociés par l'entreprise, le lin et le sel, ont été ajoutés, aussi les produits en bois et les matériaux de construction.
La société commerciale de Georg Christian Luther (1717-1800) à Tallinn s'occupe initialement de la vente de sel et de linge, puis également de l'exportation et de l'importation de bois. À cette époque, l'entreprise jouissait d'espaces d'entrepôt abordables près du port. 
En 1877, Alexander Martin Luther (1810-1876) et Markel Makarov ont fondé une entreprise commerciale qui s'est occupé de l'achat et de la vente de matériaux de construction en bois (parc à bois). L'article de vente le plus réussi de cette entreprise étaient les bardeaux de toiture importés de Finlande, un matériau relativement nouveau en Estonie. Une scierie a été par la suite développée pour produire les bardeaux, à l'adresse de la société actuelle, Pärnu maantee n°69.. À la mort de Alexander Martin en 1876, jusqu'en 1881, l'entreprise sera dirigée par Makarow, puis le Finlandais Oskar Ingman en tant que directeur technique,.

## Création de l'usine AM Luther
En 1876 à la mort de Alexander Martin, ses deux fils, ont poursuivi leurs études ailleurs. Le fils aîné Christian Wilhelm Luther (1857–1914) est allé en Amérique et en Grande-Bretagne, où il a acquis des connaissances sur la technologie du travail du bois et l'organisation de la production, le fils cadet Carl Wilhelm Luther (de)(1859–1903) a étudié le génie mécanique à l'École polytechnique de Riga. Au printemps 1883, une scierie mécanique est entrée en activité et des chaises ont été produites. Cette nouvelle entité écarte Makarow, avec qui Christian ne s'est pas entendu,. 
L'intérêt des frères pour les nouvelles méthodes de travail mécanisé du bois s'est approfondi au milieu des années 1880, ce qui a conduit à la création de l'entreprise familiale qu'ils ont continué à diriger, à l'introduction d'innovations révolutionnaires dans la technologie de production de contreplaqué. Mais l'entreprise avant qu'elle ne trouve sa niche économique à du aussi s'occuper de la fabrication de cercueils, dont la demande était assurée. En 1884, Luther remarqua un piètement de chaise en contreplaqué fabriqué en Amérique dans la vitrine d'un magasin de Tallinn. En Europe, les piètements de chaises en contreplaqué étaient un produit nouveau, qui nécessitait la puissance de la vapeur et des équipements techniques spéciaux. Une machine à découper le placage a été construite et terminée en 1884. Un piètement de chaise en contreplaqué trois plis fut le premier article produit en série par l'entreprise, dont le premier envoi vers Saint-Pétersbourg se fait le 30 mars 1885,. 
En 1887 l'entreprise s'est étendue sur un terrain au sud de Tallinn. Une nouvelle centrale électrique et un séchoir à bois ont été construits ; en 1888, la production en série de mobilier de bureau en contreplaqué a été lancée. Si le contreplaqué était le produit phare de la société, des techniques de tournage sur bois seront toujours employées jusqu'en 1940.  
Une colle imperméable est inventée par un cousin des Luther, Konstantin Alexander Oskar Paulsen (et) (1869-1942), qui permet d'élargir les applications du contreplaqué à la construction de wagons, et d'avions. Paulsen, assisté de son épouse Therese et de son fils Georg travaille à partir de 1893, dans le laboratoire de l'usine de contreplaqué d'Alexander Martin Luther avant qu'ils quittent l'Estonie pour l'Allemagne en 1939,. 

Un brevet canadien de 1895 au nom de Christian Wilhelm Luther, « Méthode de fabriquer des objets de bois de placage », pour mouler des têtes pour couvrir des corps cylindrique ou des fûts, montre l'intérêt précoce de la fabrique pour les techniques de moulage des contreplaqués,. Un brevets pour une colle à l'épreuve de l'eau est aussi introduit en 1898. 

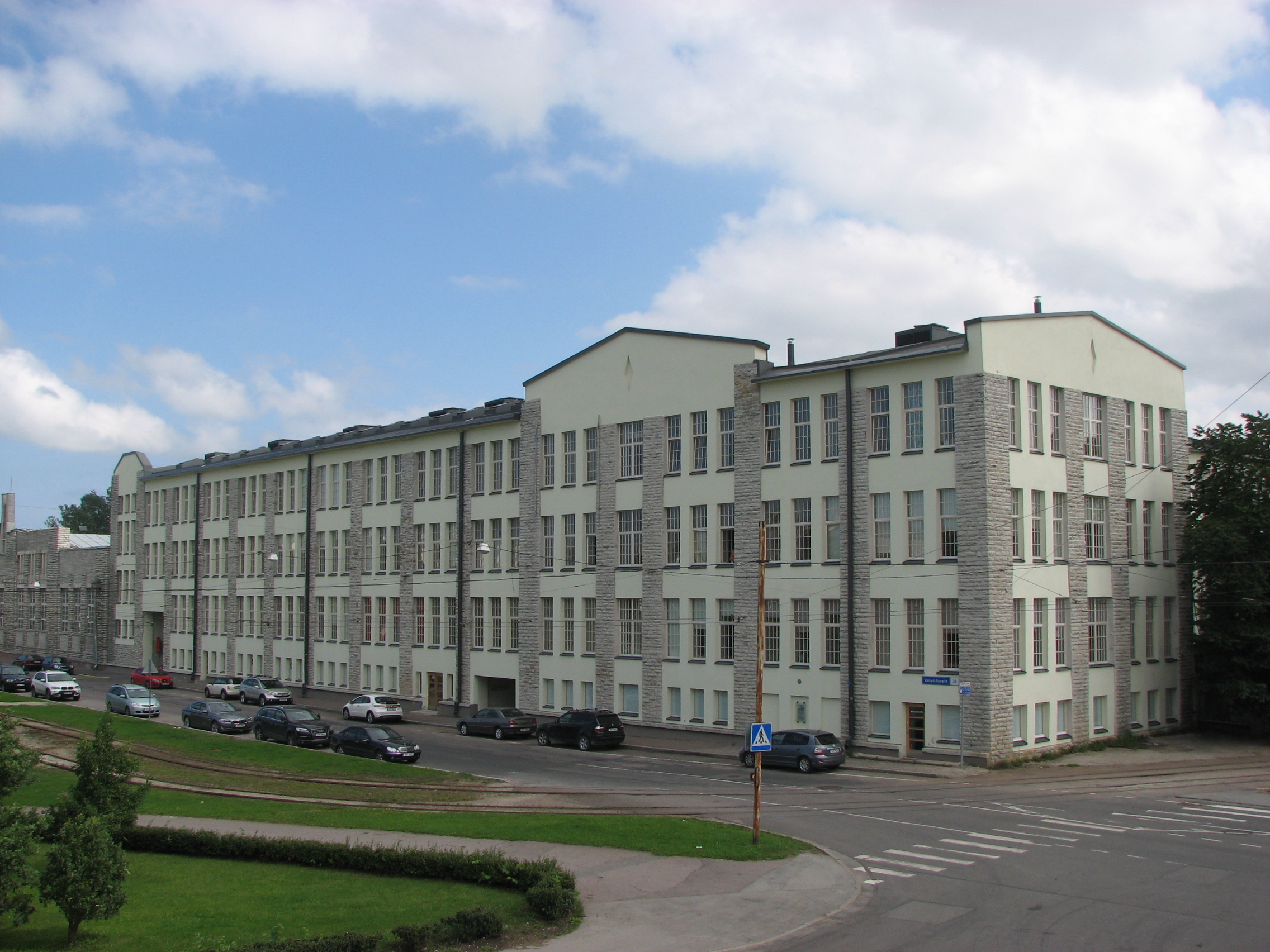
Vana-Lõuna tänav 39, bâtiment de la salle des machines de l'usine de contreplaqué Luther

Une société sœur « Venesta Ltd » (mot-valise formé par fusion de vineer + Estonia), est créées à Londres en 1897, pour fabriquer des coffres à thé avec les panneau et la colle Luther, et les vendre en Grande-Bretagne et dans les colonies britanniques. En 1911, la société de Tallinn est tombée entièrement sous le contrôle de celle de Londres. Des succursale en Russie (1908) en Allemagne, en France, plus tard également en Finlande et en Lettonie passeront également toutes sous le contrôle de Venesta. 
Le 20 mars 1898, la fabrique est transformée en société par actions de la famille Luther (en français, la société s'appelle alors « Société pour l'industrie du bois AM Luther ») ; son capital actions est de 1 500 000 rouble en 6 000 titres à 250 roubles. Cette société a pour objet la fabrication et le commerce d'articles en bois ; de 1898 à 1920, l'entreprise s'appelle AS A. M. Luther (en abrégé Luterma). Le siège de la société était situé Suur-Pärnu maantee N°27. Les produits principaux de la fabriques allaient à l'ameublement des gares ferroviaires et au mobilier de bureau, commercialisés en Russie et à l'étranger. Au cours de la dernière décennie du XIXe siècle des magasins représentatifs de l'entreprise ont été ouverts à Moscou, Saint-Pétersbourg et Riga, ainsi qu'un entrepôt de vente à Tallinn. 

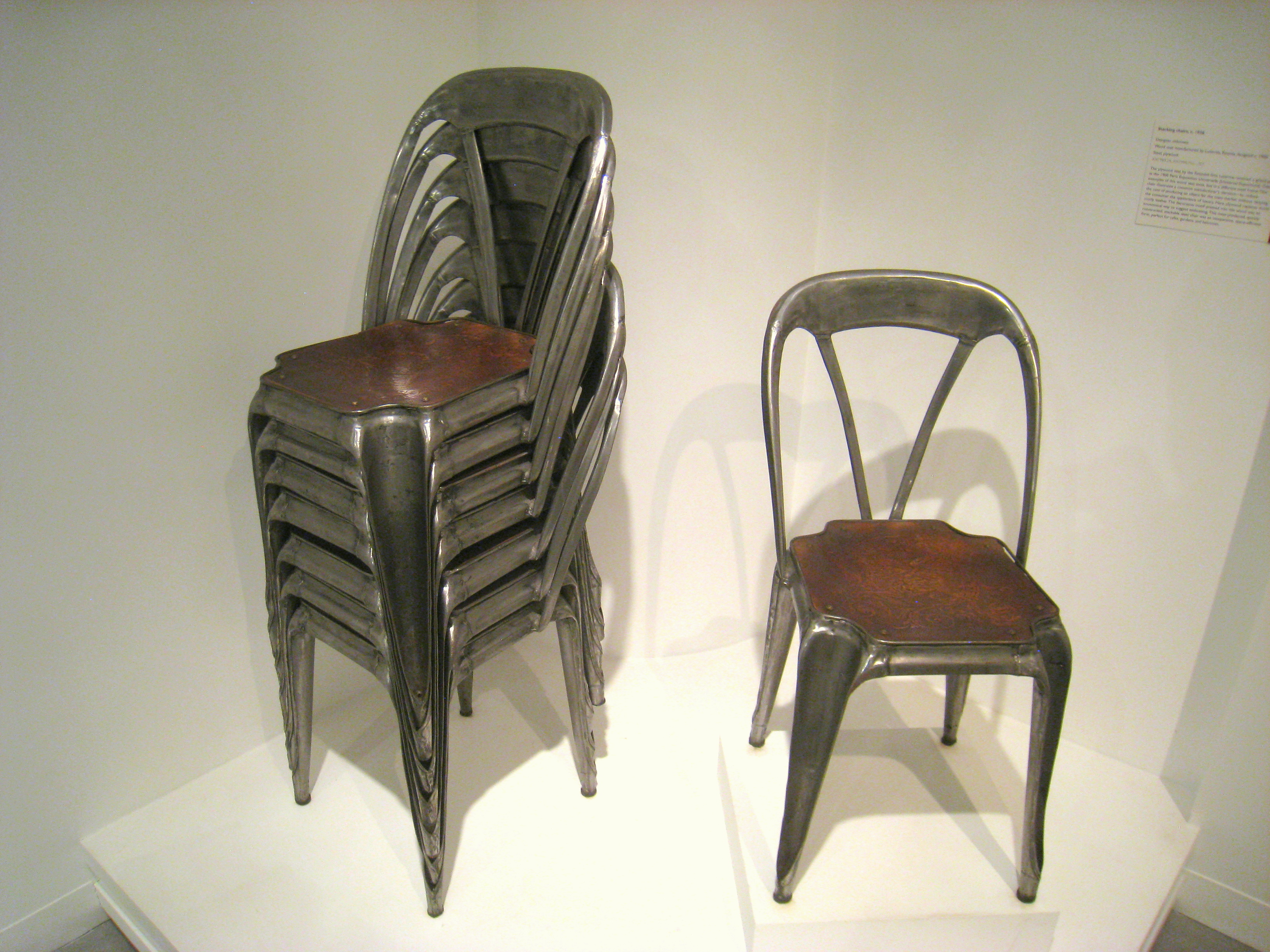
Chaises empilables Luterma. Grand Prix de l'Exposition universelle de Paris en 1900, Museum, Miami Beach, Floride

Un Grand Prix est remporté à l'Exposition universelle de Paris en 1900, étonnement pour des chaises embouties en acier empilables. Le contreplaqué des Luther s'est par la suite vendu à des entreprises anglaises, françaises et belges pour la construction de wagons. 
En 1914, il y avait 2 000 ouvriers dans l'usine de Tallinn ; selon Tallinna Teataja (et), plus de 500 étaient des femmes. 
De 1922 à 1926 l'entreprise possédait le Aleksander un bateau à vapeur. 

## Venesta
En 1895, E H Archer, un homme d'affaires londonien et investisseur dans les plantations de thé, a adapté le coffre en usage pour le transport du thé. Entre autres projets, il a décidé de fabriquer un coffre en bois résistant au climat humide de la culture du thé indien. Il découvre le brevet d'adhésif imperméable développé par la société A M Luther à Reval. Archer a fourni par la suite 20 000 livres sterling pour adapter l'outil de Luther à Tallinn, pour produire les coffres à thé. En 1896, une première société, Patent Veneer and Metal Case Co Ltd a vu le jour ; suivie de Venesta Syndicate Ltd, un mot-valise, formé par fusion de vineer + Estonia, et le 15 janvier 1898, Venesta Ltd, pour fabriquer les dits coffres à thé et les vendre en Grande-Bretagne et dans les colonies britanniques. Les coffres utilisaient les panneaux et la colle imperméable Luther. Venesta a connu un succès immédiat. Christian Wilhelm Luther, était à la fois investisseur et administrateur de Venesta Ltd. 
Le contreplaqué, sous forme de feuilles, a suivi peu après, les planches de meilleure qualité étant vendues comme contreplaqué, celles présentant un quelques défauts allaient aux coffres. Venesta ne s'est pas limitée au commerce des coffres à thé. Elle a cherché des moyens d'étendre le marché des produits en contreplaqué. À cette fin, Venesta a ouvert un magasin d'échantillons près de son usine de Limehouse, ce qui a contribué à convaincre les constructeurs automobiles, puis les chemins de fer et les constructeurs navals de l'utilité du contreplaqué. Venesta a également contribué à généraliser l'utilisation de contreplaqués moins chers dans le commerce du meuble. En 1907, Venesta a construisit sa propre grande usine anglaise de découpe de placages. 
L'usine de Tallinn s'est agrandie pour devenir l'une des plus importantes sources de contreplaqué de bouleau en Europe. Elle était associée au groupe d'usines Venesta, ce qui explique le fait que les premières formes de contreplaqué étaient communément appelé panneau « Venesta ». Cette usine produisait du contre-plaqué destiné à l'exportation exclusivement pour la société distributrice et vendait ses produits par l'intermédiaire des différents départements de Venesta Ltd. au Royaume-Uni, en Allemagne, en Belgique, aux Pays-Bas et ailleurs. 
En 1909, A.M. Luther a ajouté une usine majeure à Staraïa Roussa dans la région de Novgorod. La relation entre l'entreprise britannique et le développement russe est inhabituel : Venesta avait l'exclusivité sur les droits de commercialiser les produits de la fabrique Luther dans l'Empire britannique ; les Luther fournissaient les compétences techniques et de fabrication, Venesta fournissait le capital et le marketing, et s'occupant de la vente principalement en Europe occidentale et en Asie du Sud. En 1912, les affaires des deux sociétés atteignaient près d'un million de livres sterling par an. Les deux sociétés décidèrent alors d'une réorganisation formelle : Luther devint une filiale en propriété exclusive de Venesta,.  

## Première Guerre mondiale et guerre d'indépendance de l'Estonie
L’année 1914 marque la fin d’une époque prospère dans l’histoire de l’usine Luther : Christian Wilhelm Luther décède en janvier 1914 ; la guerre éclate dès l’été, ce qui ralentit considérablement le développement de l’entreprise jusqu’au début des années 1920. Des commande britanniques pour l'aviation vont un peu soutenir l'entreprise. Les troubles se sont poursuivis pendant la guerre d'indépendance : l'usine de Tallinn a été temporairement fermée par manque de matières premières et de moyens de transport. Le 2 février 1920, l'Estonie a accédé à son indépendance ; certains avoirs des Luthers en Russie, l'usine de Staraïa Roussa ont été confisqués par Lénine alors que l'Union des républiques socialistes soviétiques était créée. Enfin l'entreprise se voit amputée du « Christian » un navire enregistré en Russie en 1908, réquisitionné le 29 août 1917 comme transport n°32 de la marine impériale russe et affecté à la flotte de la baltique ; passé sous contrôle soviétique il est rebaptisé « Proletarij  » en juillet 1918. Le marché des matières premières russes a été coupé de la même façon. Enfin l'usine de Venesta en Angleterre a été intégralement rasée par l'explosion de Silvertown (en) le 19 janvier 1917.  
À la fin des années 1920, le contreplaqué est devenu indispensable de l’industrie du meuble. L'usine Luther a soutenu l'utilisation accrue de ce matériau dans la construction et la décoration intérieure. En 1928, l'entreprise a acquis AS Lignum située à Riga.   
Les activités de Venesta se sont étendues à d’autres régions d’Europe.

## Une histoire de chaises

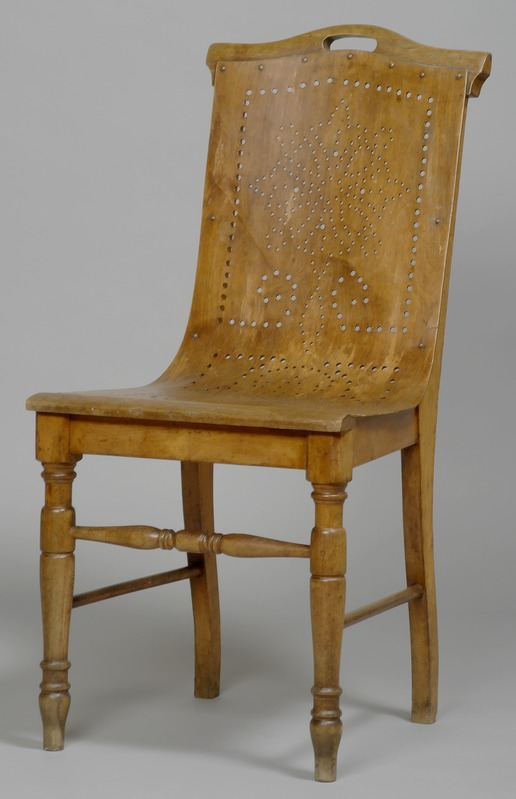
Luterma. Chaise. vers 1900 - 1915. Bouleau- contreplaqué de bouleau. Musée municipal de Tallinn.

La première inspiration qui a présidé à la fondation de Luterma proviendrait d'une chaise à trois plis que Christian Wilhelm Luther aurait vu dans une vitrine aux États-Unis, en 1880. Ceci rentre partiellement en contradiction avec la révélation déjà évoquée dans une vitrine de Tallinn en 1884. Toujours est-il que les premières réalisations de l'entreprise, dès 1877, associaient les technologies de travail du bois des États-Unis au style historique des producteurs de meubles d'Europe centrale. Une chaise de A. M. Luther du début XXe siècle, conservée au Musée municipal de Tallinn présentant un dossier en contreplaqué perforé,, ressemble très fortement au mobilier déjà exposé par Gardner & Company à l'Exposition universelle de 1876 à Philadelphie : ses Perforated Veneer Chairs, dans lequel le contreplaqué perforé est présenté comme susceptibles de remplacer le cannage traditionnel,,. Luterma ne fabrique pas seulement des meubles, elle fabrique aussi des valises, des boîtes à chapeaux, des paniers à linge, des tonneaux et des plateaux; des objets courants étonnamment fabriqués en contreplaqué. 

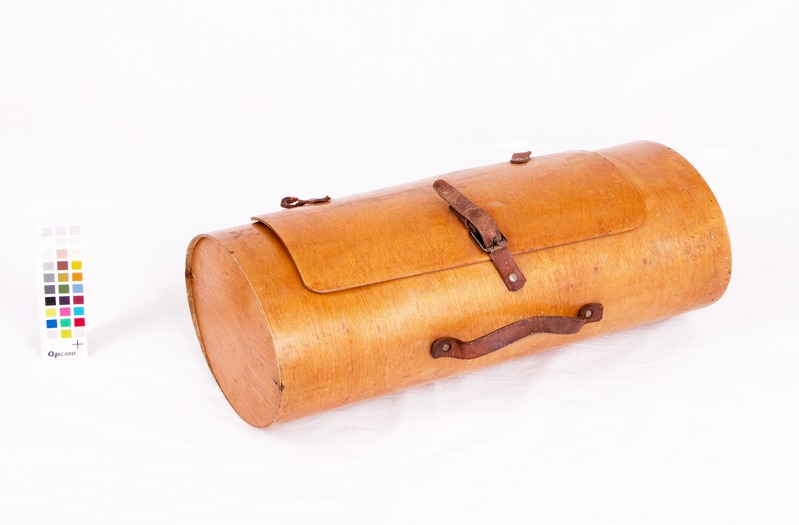
Valise Lutherma contreplaqué moulé/cuir. 1877 - 1940. Musée municipal de Tallinn.

Les premiers travaux de Luterma ont eu une influence significative sur le travail de Alvar Aalto, comme elle en aura sur le travail de Marcel Breuer, au travers de la société Isokon en 1935. Aalto visite l'usine Luther peu après avoir obtenu son diplôme en 1921. La mince chaise cantilever qu'il produit en 1932 pour le sanatorium de Paimio en Finlande n'était pas tellement éloigné des productions de Luterma à la fin du XIXe siècle. Luterma produira entre 1911 et 1931 des assises au profil similaire, principalement destinés à être utilisés comme bancs de tramways et de gares ferroviaires américains et anglais.   

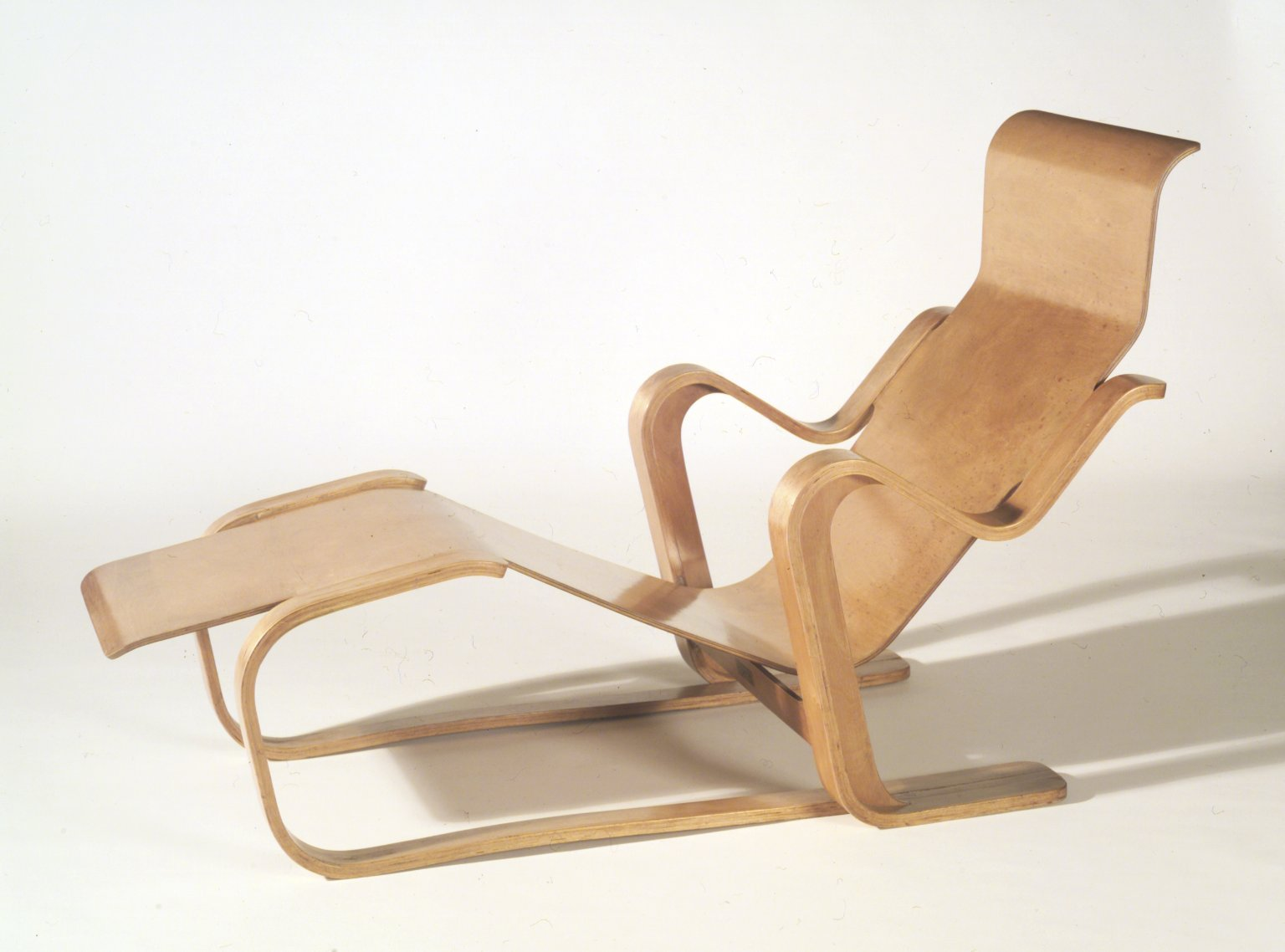
Marcel Breuer. Isokon Long Chair, ca. 1935-1936. Fabriqué par Luterma. Brooklyn Museum.

Dans le développement de l'industrie du contreplaqué, Venesta en Angleterre a eu la tâche importante d'introduire et de promouvoir le contreplaqué comme nouveau matériau. En 1935, encouragé par les nouvelles tendances de l'architecture et du design, Venesta a aidé Jack Pritchard à fonder la Isokon Furniture Company qui a acquis une place particulière dans le mouvement moderniste anglais. Les projets et le développement de produits de Venesta associé à Isokon, se sont accompagnés des relations de Luther avec les principaux architectes et designers modernes Walter Gropius et Marcel Breuer qui étaient à cette époque en Angleterre réunis dans les Lawn Road Flats d'Isokon. De nombreux modernistes croyaient à la possibilité d'appliquer des méthodes scientifiques à la production de meubles. Dans les années 1930, on pensait que le contreplaqué convenait parfaitement à ce but. L'entreprise de meubles Isokon s'est transformée pendant une courte période en laboratoire, où des expériences intéressantes ont été réalisées avec le contreplaqué. La Long Chair et la Short chair de Marcel Breuer ont été moulée chez Luther en Estonie.
Autour de 1930, un tabouret léger en contreplaqué moulé tridimensionnel de 1,1 kg a été fabriqué par Luterma, conçu par un designer anonyme, et vendu en Grande-Bretagne par Isokon autour de 1930. Après qu'Isokon ait commencé à produire des designs originaux en contreplaqué de Marcel Breuer; Walter Gropius a été embauché comme consultant, et a effectué une modification moderniste du tabouret, en 1936, dans laquelle il a redressé la forme des découpes et de l'assise du tabouret. Les modifications de Gropius sont imperceptibles. Les deux versions du tabouret Isokon sont illustrées dans des photographies de 1937 dans les Lawn Road Flats d'Isokon à Hampstead. Des exemples de la version originale du tabouret se trouvent dans les collections du Victoria and Albert Museum et de l'Université d'East Anglia. Un exemplaire de la modification de Gropius se trouve dans la collection du Musée d'Art du comté de Los Angeles,.
Breuer émigre en 1937 aux États-Unis où il donne cours à Université Harvard qui entame sa révolution moderniste. 
L'entreprise de Luther a continué à fonctionner jusqu'à l'occupation soviétique de l'Estonie. Lorsque les nouveaux « maîtres » sont arrivés à l’été 1940, l’usine fut nationalisée. En 1939, quelques mois avant le déclenchement de la Seconde Guerre mondiale, Luther a produit sa dernière exposition d'ensemble, dans la salle de la Bourse de Tallinn. (65 ans plus tard, en 2004, une exposition rétrospective a eu lieu dans un entrepôt de sel, là où les activités de production d'A. M. Luther avaient commencé en 1877). La plupart des bâtiments de l'usine ont été détruits pendant la Seconde Guerre mondiale.
Les progrès d'Isokon avaient toujours été modestes jusqu'à ce que la chaise longue de Breuer soit produite, cependant, avant que le marché n'ait pu être pleinement développé, la guerre a privé Isokon de ses fournisseurs de matières premières et de son principal fabricant. Lorsque Paris est tombée en juin 1940, Walter et Ise Gropius ainsi que Molly, la femme de Prichard ont émigré au Massachusetts. Breuer et Molly ont fait de leur mieux pour fabriquer et vendre des meubles Isokon aux États-Unis, mais les restrictions sur le bois pendant la guerre ont rendu cela impossible. Juste avant l'entrée en Guerre des États-Unis, du 24 septembre au 9 novembre 1941, Alvar Aalto et Breuer se sont trouvés réunis autour d'un concours organisé par le MoMA, Organic Design in Home Furnishings, le second remplaçant le premier dans un jury, qui va mettre en avant deux jeunes designers prometteurs, Eero Saarinen et Charles Eames: le contreplaqué moulé est au cœur de leur préoccupations esthétiques.
Le Eduard Vilde muuseum (et) de Kadriorg abrite la collection la plus complète de la production de l'entreprise de meubles de Luther des années 1920, c'est pourquoi l'appartement d'E. Vilde est également appelé le mini-musée de Luther.

## Plymax
Le contreplaqué a également été utilisé avec succès pour produire des poignées de porte et des portes. Dans les années 1930, Plymax, Luterma a introduit un contreplaqué à face en cuivre pour des usages usage industriels et architecturaux. Les ailes du Morane-Saulnier MS406, étaient couverte de plymax, cette fois recouvert de duralium. Le plymax pouvait se décliner dans d'autres matériaux.

## Ensemble de bâtiments d'usine

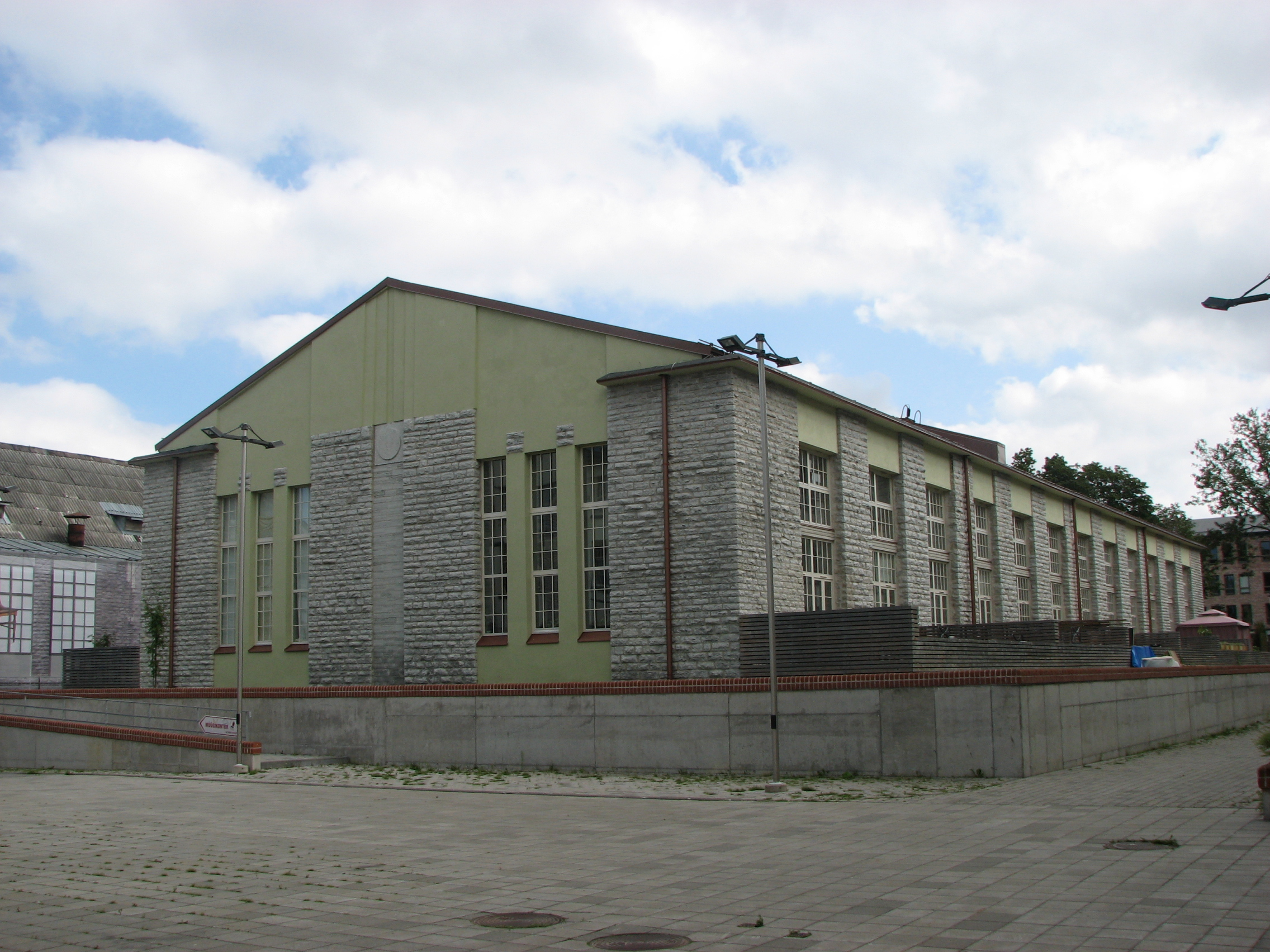
Bâtiment de production de la fabrique Luther. 1912. Vana-Lõuna 39a

Outre les bâtiments industriels, l'ensemble des bâtiments industriels de l'usine de meubles Luther comprenait également des bâtiments résidentiels destinés aux ouvriers de l'usine. En 1883 une chaufferie a été construite selon le projet de l'architecte Erwin Bernhard. En 1891, un bâtiment industriel d'un étage (Vineeri tänav n°6) fut achevé selon le projet d'Erwin Bernhard ; en 1897, un atelier à deux étages (Vineeri tänav n°8) ; en 1899, un bâtiment de production à deux étages près de Pärnu maantee, dans le quartier entre Suur-Pärnu maantee et Vineeri, Vana-Lõuna tänava ; et en 1901, Tatari tänav, un atelier à deux étages et un château d'eau, Tatari tänav n°51a.

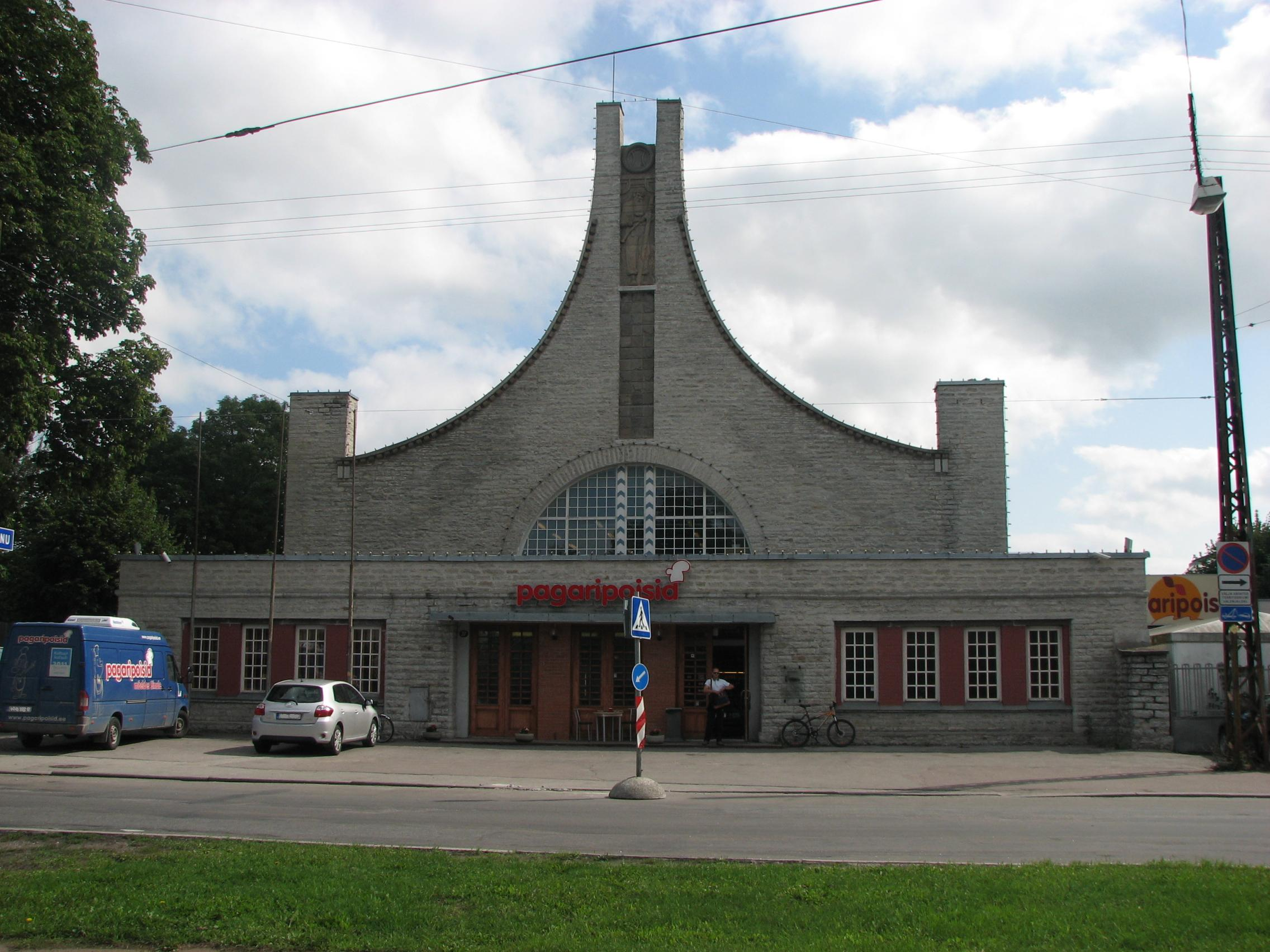
Eliel Saarinen. Centre communautaire de la fabrique. 1905. Façade Vana-Lõuna 37.

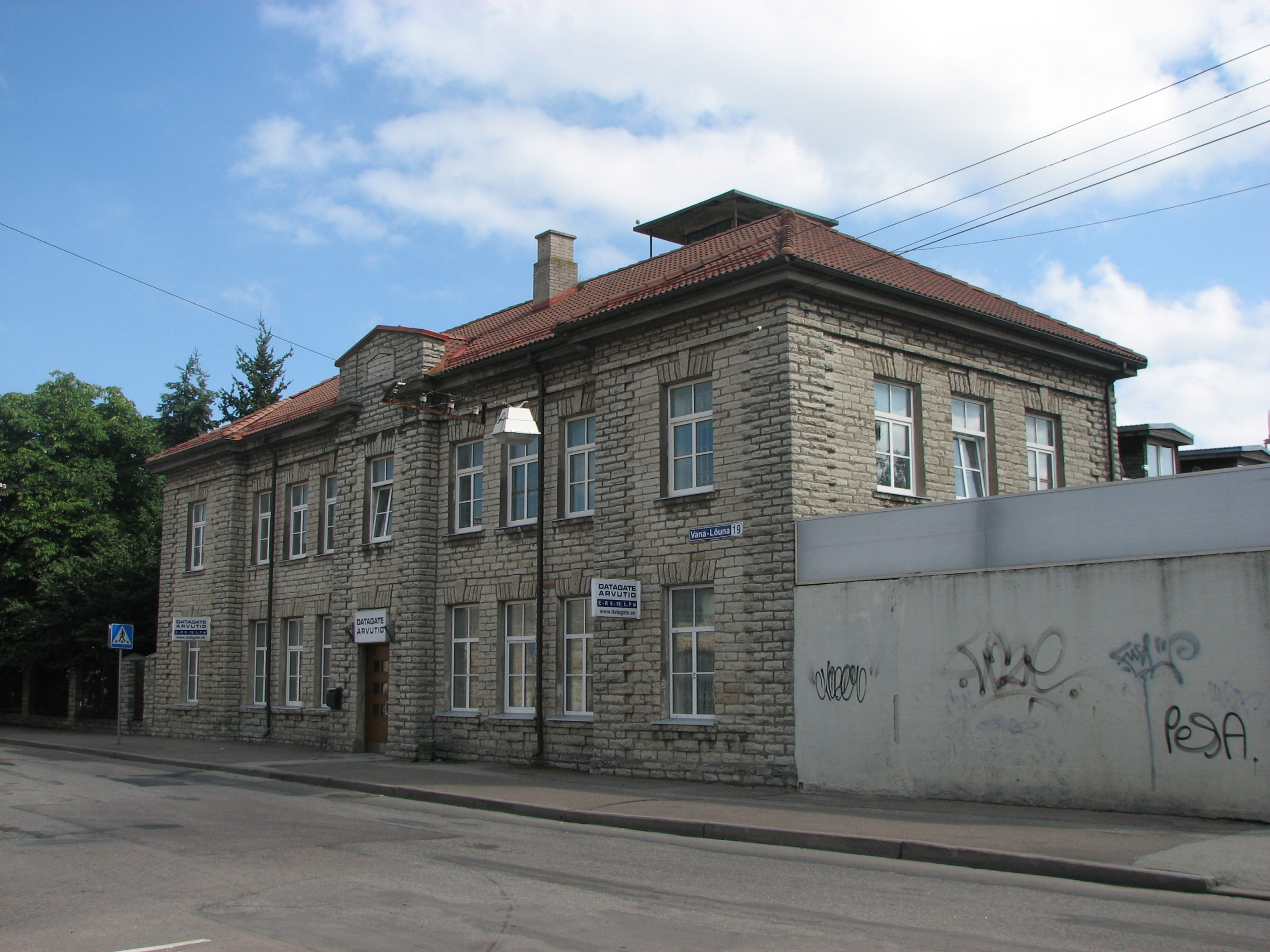
Caserne de pompiers de la fabrique Luther. 1912. Vana-Lõuna tn 19

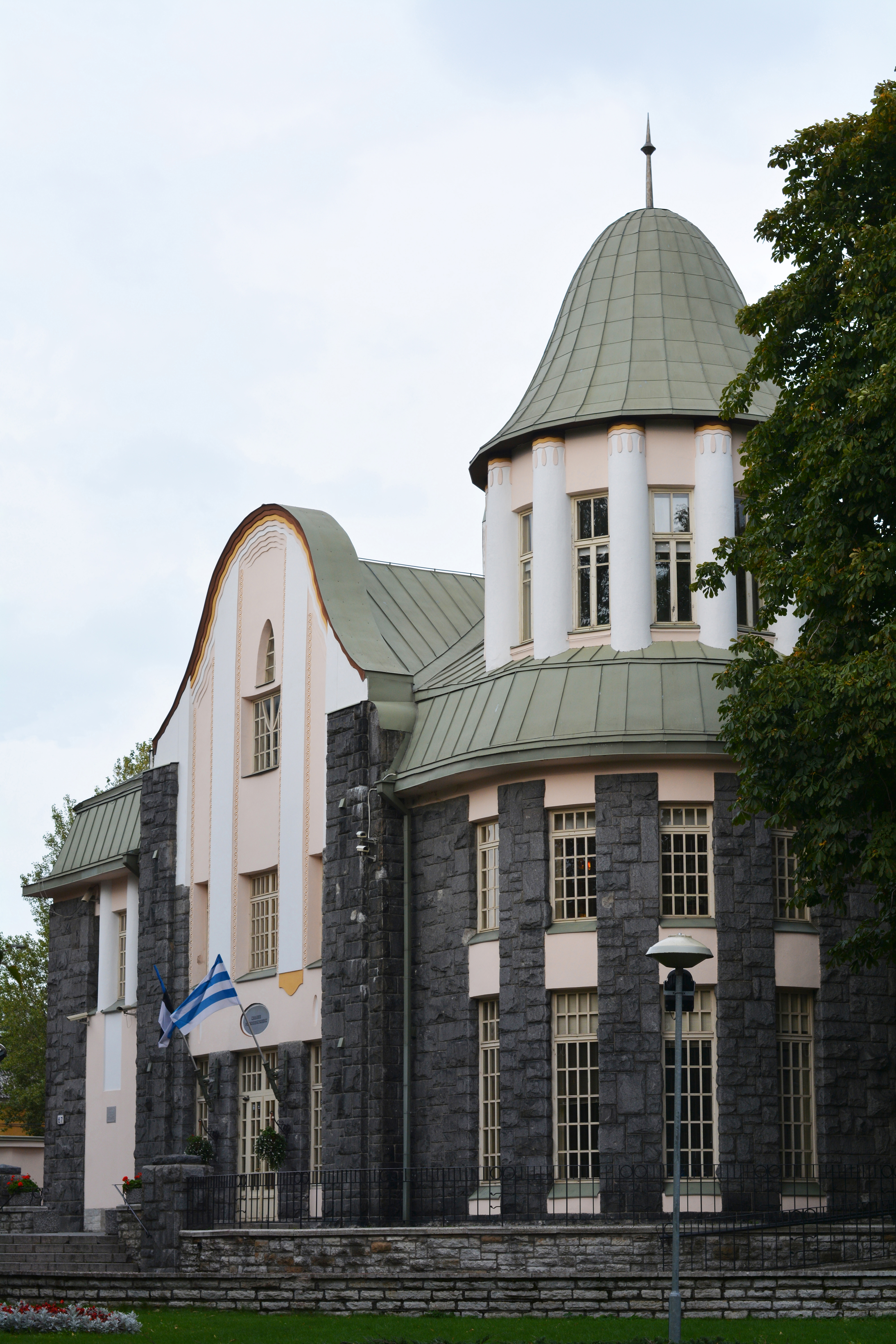
Villa Luther. 1910. Pärnu maantee 67,

Une série de maisons ouvrières ont été construites sur la prairie peu bâtie entre le côté gauche de la Vana-Lõuna tänava et la voie ferrée, la première au n°13. Au n°15 Vana-Lõuna, le centre communautaire de la fabrique Luther (Vana-Lõuna 37), construit en 1904-1905, a été conçu par les architectes finlandais de renommée mondiale Eliel Saarinen, Armas Lindgren et Herman Gesellius.
En 1900 une centrale électrique a été construite ( Vana-Lõuna tänav n°4).
En 1910, la villa du propriétaire de la fabrique, construite selon le projet d'Aleksei Bubõr et Nikolai Vassiljev, a été achevée le long de la Suur-Pärnu maantee, où se trouve aujourd'hui le bureau d'état civil de Tallinn, Pärnu maantee 67. En 1912, une importante usine de meubles, dite nouvelle, fut construite au sud-est, Vana-Lõuna tänava 39a et un bâtiment de production dans la cour du nouveau bâtiment de l'usine. L'usine de meubles a été conçue par Nikolai Vassilyev et Aleksei Bubõr de Saint-Pétersbourg. En 1912, la caserne de pompiers de la fabrique Luther est construite et une nouvelle chaufferie dans la cour du quartier près du kvartali sisehoovi.
Après la Première Guerre mondiale, des résidences d'ouvriers d'usine sont construites Vana-Lõuna n°21, n°23, n°25, n°27 (résidence des ingénieurs), n°29 , n°31, n°33 et n°35. La résidence ouvrière du n°21 Vana-Lõuna tänav a été construite selon les types d'habitation spécialement développés pour l'usine par les architectes les plus connus de l'époque, Herbert Johanson et Eugen Habermann.

## Usine après la Seconde Guerre mondiale
Les premières 63 années d'activité de l'usine de contreplaqué et de meubles Luterma a coïncidé avec la naissance de l'industrie européenne du contreplaqué et sa période de développement la plus active.. La croissance de l'entreprise avant la Première Guerre mondiale était exceptionnelle, mais typique, car elle s'appuyait sur de nouvelles structures organisationnelles et méthodes de production.
Peu de temps après la conclusion du pacte Hitler-Staline du 23 août 1939, qui, dans son protocole additionnel secret, laissait l'Estonie à la sphère d'intérêt soviétique, Martin Christian Luther a émigré des pays baltes en mars 1940 dans le cadre de la Réinstallation des Germano-Baltes (de) . Il vit à Warthegau. Pendant l'occupation allemande de l'Estonie, il retourne temporairement dans son pays natal de 1941 à 1944 avant de finalement s'installer en Allemagne ; ce qui a marqué la fin des 150 ans d'activité entrepreneuriale de la famille Luther dans les pays baltes. Avec l'occupation soviétique de l'Estonie qui a suivi, les entreprises ont été nationalisées et ont continué à fonctionner comme des unités économiques planifiées.
L'entreprise de Luther a continué à fonctionner jusqu'à l'occupation soviétique de l'Estonie, l’usine fut nationalisée. La plupart des bâtiments de l'usine ont été détruits pendant la Seconde Guerre mondiale. Après la Seconde Guerre mondiale, l'installation a été restaurée et un atelier de panneaux de particules et de placages a été construit. Dans les années 1945-1968, l'usine s'appelait Tallinna Vineeri- ja Mööblikombinaat, en 1968-1993 Tallinna Vineerija Möoblikombinaat (TVMK) et en 1993-1996 AS Marlekor.
Après la reconquête de l'indépendance de l'Estonie, en 1994, le groupe a été privatisé. L'épouse du fils de Martin Christian, Dorothea Luther, et son petit-fils Yens Marsen Luther ont tenté de récupérer plusieurs anciennes propriétés de l'entreprise. La base de la plainte était qu'en vendant le groupement à AS Marlekor., la procédure de privatisation et les intérêts de Yens Marsen Luther avaient été violés. Le litige s'est terminé en 1995 par un règlement à l'amiable, selon lequel Marlekor aurait payé Luther trois millions de couronnes en guise de compensation.
De 1996 à 2002, Dmitri Jepikhin était le directeur général, Piotr Sedin est le directeur général depuis 2002 et le principal propriétaire de l'entreprise.

## Bâtiments d'usine auXXIesiècle
Le quartier de Luther est implanté sur un terrain de 2,3 ha. Le bâtiment construit au début du XXe siècle appartient à l'ensemble de l'architecture industrielle historique. Depuis 1997, tous les bâtiments construits au début du siècle dernier sont sous protection patrimoniale au titre de monuments architecturaux .Lors des travaux de construction qui ont eu lieu en 2006-2008, une partie du bâtiment, achevée après la Seconde Guerre mondiale et n'ayant aucune valeur historique ou architecturale, a été démolie. En 2008, les bâtiments d'un immeuble d'habitations, d'un parking et d'une cour ont été construits à partir des bâtiments existants du quartier.
En 2007, un différend financier a éclaté entre le développeur principal Pjotr Sedin et Nordecon, et la construction s'est arrêtée, mais s'est poursuivie en 2009. En 2010, lorsque Grove Invest a changé de mains , l'ancien grand propriétaire Sedin a cédé une grande partie de ses actions au multimillionnaire moscovite Piotr Levin et à la fille de ce dernier, Natalia Levina.